# Центральна міська бібліотека імені Мірзи Алекпера Сабіра
Центральна міська бібліотека (азерб. Mirzə Ələkbər Sabir adına Mərkəzi Şəhər Kitabxanası) — бібліотека, створена в 1919 році в місті Баку, Азербайджан. Бібліотека носить ім'я азербайджанського поета і сатирика Мірзи Алекпер Сабіра. Бібліотека розташовується на вулиці Іслама Сафарлі в будівлі 1904 року. 

## Історія
У 1918 році Департамент культури і освіти Союзу Азербайджанського споживчого товариства ухвалив рішення відкрити публічну бібліотеку. Однак не було можливості знайти літературу азербайджанською мовою для бібліотеки. Книги в основному зберігалися в особистих бібліотеках. Подолавши чимало труднощів були зібрані книги присвячені ісламській історії та старих тем, опубліковані братами Оруджева арабською та перською мовами. У перші роки існування бібліотеки було кілька сотень книг і дуже мало читачів. Таким чином, офіційне відкриття бібліотеки було зазначено в документах як березень 1919 року .
У відкритті Центральної міської бібліотеки зіграли важливу роль такі громадські діячі як Наріман Наріманов, Дадаш Буніатзаде, Абдуррагім Хагвердієв, Юсиф Чеменземінлі, Мамед Ордубаді.
У 1920 році бібліотека була розміщена на другому поверсі будівлі № 13, розташованому по вулиці Азізбекова (нині вулиця Іслама Сафарлі). У той період книжковий фонд складався з турецької, арабської та перської літератури, а також в малій кількості азербайджамовної літератури.
У 1929 році бібліотечний фонд налічував 1300 примірників книг, а число читачів — 4000 чоловік.
Бібліотека імені Сабіра, виконувала свої обов'язки з підготовки кадрів для культурних і освітніх центрів, грала помітну роль у підготовці фахівців для бібліотек республіки. До 1938 року бібліотекарі не мали спеціальної школи для підготовки співробітників бібліотеки, і їх перший досвід був проведений в центральній міський бібліотеці імені М. А. Сабіра.
У 1941 році в бібліотеці імені Сабіра був створений перший бібліографічний відділ серед бібліотек Азербайджану.

## будівля
Будівлю Центральної міський бібліотеки імені Сабіра було побудовано в 1904 році. Приміщення було зведене в стилі необароко за проектом архітектора Вартана Саркісова. Спочатку будівля належала нафтопромисловцю Амбарцуму Сергійовичу Мелікову.
У двоповерховому житловому будинку Мелікова вдало використана багата пластика ордерної системи з новим будівельним матеріалом, полив'яною цеглою червоного кольору, що має важливе значення для естетичної якості споруди .